# 甘肃蟹甲草
甘肃蟹甲草（学名：Parasenecio gansuensis）是菊科蟹甲草属的植物，是中国的特有植物。分布在中国大陆的甘肃、陕西等地，生长于海拔1,300米至2,500米的地区，一般生长在灌丛中、山坡林下以及沟边阴湿处，目前尚未由人工引种栽培。花期7-8月，果期9-10月。
其种加词gansuensis，意为“甘肃的”。

## 异名
- Cacalia auriculata auct. non DC.